# Всеволод Володимирович
Все́волод Володи́мирович (бл.983 — до 1013) — перший князь володимирський (990—1008/1013). Представник династії Рюриковичів. Син київського князя Володимира Святославича від Рогнеди. 988 року (за одними літописами, а за іншими — 987 або 990) отримав від батька в уділ Володимир (Волинський). За переказом Сноррі Стурлуссона 1013 року Всеволод Володимирович прибув до Швеції і сватався там до вдови королеви Сигрід Сторраде (Гордої), але за її наказом його було вбито.

## Імена
- Все́волод Володи́мирович — в українській історіографії з іменем по батькові.
- Все́волод І Володи́мирський — у західній історіографії з номером правителя і назвою князівства.

## Біографія
Народився між 983 та 984 роками. У спадок отримав Волинь з центром у Володимирі. Це місто вперше згадується під 989 роком. Тотожний Всеволод з Віссавальдом, якого Сігрід Горда спалила в лазні. Вважається, що варязьке оточення підбило хлопчика на розрив з батьком і вивезло в Швецію. На той час Всеволоду могло бути 11-12 років. На Волинь він прибув у супроводі варязької армії, в числі якої безперечно були шведи. Поблизу Володимира знаходилося село Варяж, де розміщувалася армія, надіслана з юним князем. Леонтій Войтович вважає цю версію малоймовірною: на що могли розраховувати радники юного ізгоя, сватаючи його до вдови шведського конунга?
У 1008 або 1013 році, коли Волинь увійшла у володіння турівського князя Святополка Володимировича, Всеволода вже не було в живих.

## Сім'я
- Батько: Володимир (963? —1015), князь новгородський (970—980), великий князь київський (980—1015)
- Матір: Рогнеда (?—1000), донька полоцького князя Рогволода
- Брати і сестри:
  - Вишеслав (бл. 980—бл. 995? до 1010), князь новгородський (990—1010)
  - Ізяслав (981—1001), князь полоцький (бл.990—1001)
  - Святополк (981—після 1019), князь турівський (990—1015), великий князь київський (1015—1019)
  - Святослав (бл.982—1015), князь древлянський (990—1015)
  - Ярослав (бл.983—20.02.1054), князь ростовський (990—?), великий князь київський (1015—1054)
  - Мстислав (бл.983—1036), князь тмутороканський (бл. 990/1010—1023), чернігівський (1015—1036)
  - Предслава (між 983/986— після 1011 до 1042) ∞ наложниця польського короля Болеслава І
  - Станіслав (бл.985—до 1015), князь смоленський (990—1015)
  - Судислав (бл.986? —1063), князь псковський (1014—1036)
  - Борис (л.986? —1015), князь ростовський (1010—1015)
  - Гліб (бл.987 ? —1015), князь муромський (1013—1015)
  - Прямислава (бл.987/988—?) ∞ Ласло Лисий, угорський князь
  - NN Володимирівна (?—?) ∞ Бернгард II, маркграф Північної марки
  - Позвізд (до 988/989—1015 ?), мав володіння на Волині.
  - Добронега (до 1011—1087) ∞ Казимир І, князь польський

### Родовід
|  |                                       |  |  |  |  |  |  |  |  |  |  |  |  |  |  |  |
|  | 4. Святослав, великий князь київський |  |  |  |  |  |  |  |  |  |  |  |  |  |  |  |
|  |                                       |  |  |  |  |  |  |  |  |  |  |  |  |  |  |  |
|  |                                       |  |  |  |  |  |  |  |  |  |  |  |  |  |  |  |
|  | 2. Володимир, великий князь київський |  |  |  |  |  |  |  |  |  |  |  |  |  |  |  |
|  |                                       |  |  |  |  |  |  |  |  |  |  |  |  |  |  |  |
|  |                                       |  |  |  |  |  |  |  |  |  |  |  |  |  |  |  |
|  | 5. Малуша, ключниця                   |  |  |  |  |  |  |  |  |  |  |  |  |  |  |  |
|  |                                       |  |  |  |  |  |  |  |  |  |  |  |  |  |  |  |
|  |                                       |  |  |  |  |  |  |  |  |  |  |  |  |  |  |  |
|  | 1. Всеволод, князь володимирський     |  |  |  |  |  |  |  |  |  |  |  |  |  |  |  |
|  |                                       |  |  |  |  |  |  |  |  |  |  |  |  |  |  |  |
|  |                                       |  |  |  |  |  |  |  |  |  |  |  |  |  |  |  |
|  | 6. Рогволод, князь полоцький          |  |  |  |  |  |  |  |  |  |  |  |  |  |  |  |
|  |                                       |  |  |  |  |  |  |  |  |  |  |  |  |  |  |  |
|  |                                       |  |  |  |  |  |  |  |  |  |  |  |  |  |  |  |
|  | 3. Рогнеда, князівна полоцька         |  |  |  |  |  |  |  |  |  |  |  |  |  |  |  |
|  |                                       |  |  |  |  |  |  |  |  |  |  |  |  |  |  |  |
|  |                                       |  |  |  |  |  |  |  |  |  |  |  |  |  |  |  |
|  | 7. невідомо                           |  |  |  |  |  |  |  |  |  |  |  |  |  |  |  |
|  |                                       |  |  |  |  |  |  |  |  |  |  |  |  |  |  |  |
|  |                                       |  |  |  |  |  |  |  |  |  |  |  |  |  |  |  |

## Вшанування пам'яті
Вулиця Князя Всеволода у місті Володимир

### Монографії
- Войтович Л. 3.1. Династія Рюриковичів. //  Князівські династії Східної Європи (кінець IX — початок XVI ст.). Львів: Інститут українознавства, 2000.
- Рыдзевская Е. А. Древняя Русь и Скандинавия IX—XIV вв. Москва, 1978. 239 с.
- Braun F. Das historische Russland im nordischen Schrifttum des X—XIV. Jahrhunderts //FestschriftEugenMogkzum 70. Geburtstag.— Halle, 1924. S. 157—167
- Jonsson J.R. Svensk Balladtradition. I. Balladkallor och balladtyper.— Stockholm, 1967. 296 s.
- Богуславский В. В. Славянская энциклопедия. Киевская Русь — Московия: в 2 т. — М.: Олма-Пресс, 2001.
- Назаренко А. В. Древняя Русь на международных путях. — М.: Языки русской культуры, 2001.
- Карпов А. Ю. Владимир Святой. — М.: Молодая гвардия — ЖЗЛ; Русское слово, 1997.
- Древняя Русь в свете зарубежных источников./ под редакцией Е. А. Мельниковой. — М.: Логос, 1999.